# Đại hồng thủy

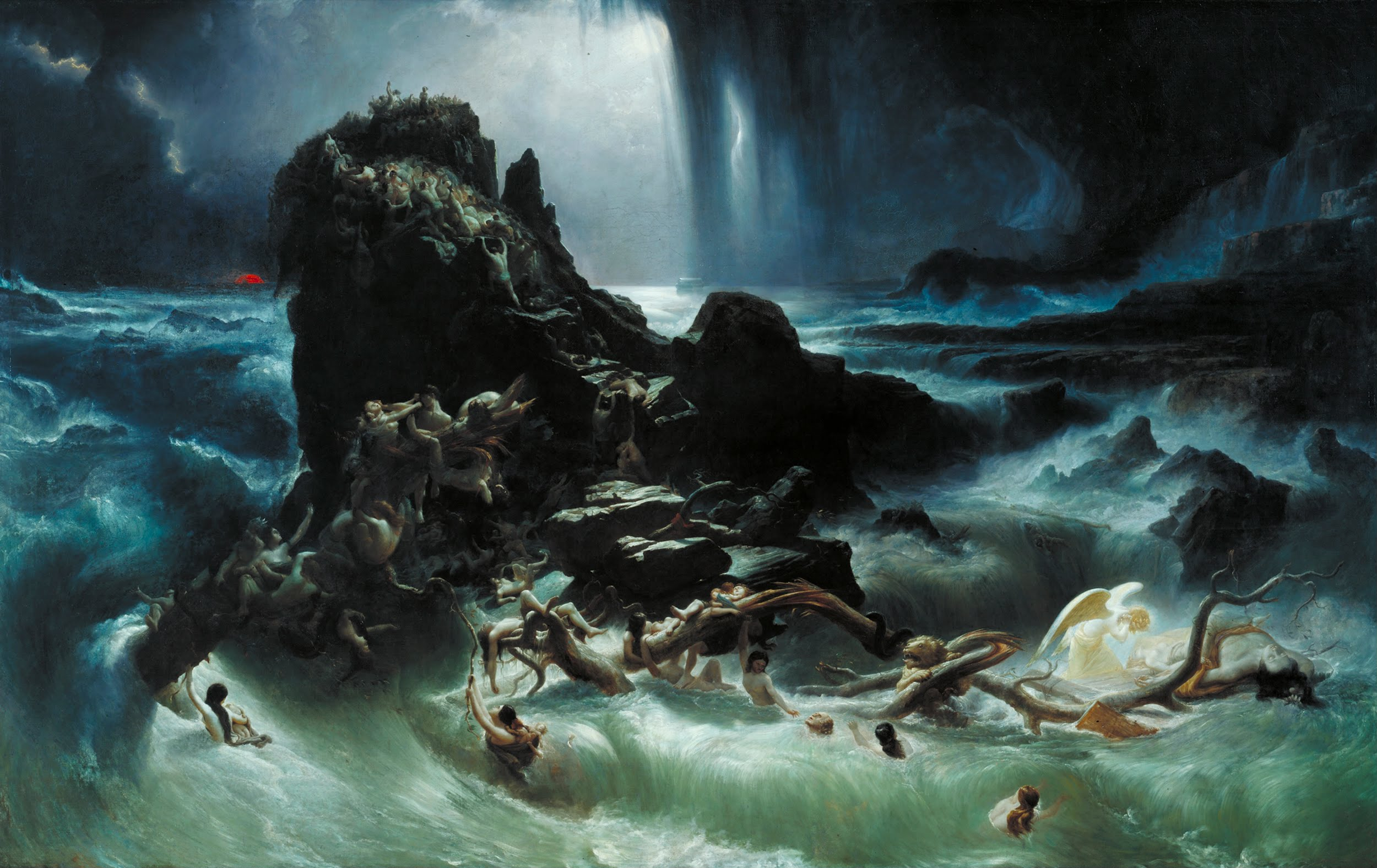
Đại hồng thủy (Kitô giáo)

Đại hồng thủy (hay hồng thủy) là đại thảm họa khủng khiếp được nhắc đến trong truyền thuyết của nhiều tôn giáo và nhiều dân tộc trên thế giới. Nó được miêu tả là một trận lụt cực lớn và đối với Kinh Thánh là sự trừng phạt của Thiên Chúa do sự suy đồi đạo đức, thoái hóa biến chất của loài người.

## Đại hồng thủy trong Kinh Thánh
Chương 7 và 8 của Sách Sáng thế miêu tả đại hồng thủy xảy ra là sự trừng phạt của Thiên Chúa vì sự suy đồi đạo đức của loài người. Nước dâng lên cao hơn cả những đỉnh núi cao nhất, vào ngày 17 tháng 2, mưa 40 ngày đêm và nước dâng lên liên tục trong 150 ngày. Sau đại hồng thủy, chỉ có gia đình Nô-ê còn sống sót cùng các loài vật mỗi giống một cặp đôi, trên con thuyền Nô-ê.